# Station Białogard Miasto
Station Białogard Miasto was een spoorwegstation in de Poolse plaats Białogard.